# بیگ لیک، میسوری
بیگ لیک (به انگلیسی: Big Lake) یک روستا (ایالات متحده آمریکا) در ایالات متحده آمریکا است که در شهرستان هالت، میزوری واقع شده‌است.
 بیگ لیک ۶٫۸۰ کیلومتر مربع مساحت و ۱۵۹ نفر جمعیت دارد و ۲۶۱ متر بالاتر از سطح دریا واقع شده‌است.